# Bad Buddy Series
Bad Buddy Series (tiếng Thái: แค่เพื่อนครับเพื่อน; RTGS: Khae Phuean Khrap, Phuean; tạm dịch: Chỉ là bạn thôi, nha bạn) là một bộ phim truyền hình Thái Lan phát sóng năm 2021–2022 với sự tham gia của Korapat Kirdpan (Nanon) và Pawat Chittsawangdee (Ohm). Dựa trên bộ tiểu thuyết หลังม่าน (Behind The Scenes) của 2 tác giả Afterday và West, bộ phim kể về hai chàng trai từ hai gia đình luôn xảy ra mâu thuẫn khiến họ lúc nào cũng phải cạnh tranh nhau về mọi mặt.
Bộ phim được đạo diễn bởi  Noppharnach Chaiwimol và sản xuất bởi GMMTV. Đây là một trong mười sáu dự án phim truyền hình trong năm 2021 được GMMTV giới thiệu trong sự kiện "GMMTV 2021 The New Decade Begins" vào ngày 3 tháng 12 năm 2020. Bộ phim được phát sóng vào lúc 20:30 (ICT), thứ Sáu trên GMM 25 và có mặt trên WeTV lúc 22:30 (ICT) cùng ngày, bắt đầu từ ngày 29 tháng 10 năm 2021. Bộ phim kết thúc vào ngày 21 tháng 1 năm 2022.

## Nội dung
Pat (Pawat Chittsawangdee) là chàng trai tinh nghịch, trong khi đó Pran (Korapat Kirdpan) là chàng trai ngăn nắp, hoàn hảo. Từ trước khi sinh ra, hai người họ đã được định sẵn để cạnh tranh nhau. Gia đình mỗi người đều mở cửa hàng kinh doanh cùng lĩnh vực và họ cạnh tranh nhau bằng cách hạ giá, cướp nhân viên của nhau. Hai gia đinh ghét cay ghét đắng nhau, vậy nên hai đứa con của họ luôn bị đặt vào thế cạnh tranh nhau kể từ khi sinh ra. Bố mẹ họ so sánh con mình về mọi mặt, ai bò được trước, ai đi được trước, hay thậm chí ai gọi được "ba", "mẹ" trước.
Khi 12 tuổi, khoảng cách giữa họ dần được xoá bỏ. Em gái Pat, Pa (Pattranite Limpatiyakorn), vô tình đạp xe ngã xuống ao trong làng. Trong khi Pat vẫn còn đang hoảng sợ, Pran xuất hiện nhảy xuống cứu Pa lên. Vụ tai nạn đã làm thay đổi mối quan hệ giữa họ. Bề ngoài, họ vẫn luôn là đối thủ của nhau, nhưng họ không còn thực sự ghét nhau nữa. Năm lớp 9, họ đã cùng đăng kí vào một ban nhạc và trở nên thân thiết hơn. Vào thời điểm đó, cảm xúc của Pran đối với Pat đã dần phát triển.
4 năm sau, số phận lại đưa họ gặp nhau một lần nữa. Pat trở thành sinh viên năm nhất khoa Kỹ thuật và cũng là chủ tịch trong khi đó Pran cũng là chủ tịch khoa Kiến trúc, và hai khoa này luôn là đối thủ của nhau. Pran và Pat bị đưa vào thế cạnh tranh một lần nữa. Khi Pa phát hiện, cô yêu cầu Pat không được làm hại Pran vì anh là ân nhân cứu mạng cô khi còn nhỏ. Pat quyết định đến gặp Pran để đưa ra một thoả thuận. Pat đề nghị rằng họ sẽ trao đổi cho nhau thông tin về nhóm của mình để tránh việc hai khoa gây nhau. Pran đồng ý lời đề nghị và mối quan hệ bí mật giữa hai người bắt đầu từ đây.

## Diễn viên
Dưới đây là dàn diễn viên của bộ phim:

### Diễn viên chính
- Korapat Kirdpan (Nanon) vai Pran
- Pawat Chittsawangdee (Ohm) vai Pat

### Diễn viên phụ
- Pattranite Limpatiyakorn (Love) vai Pa (em gái của Pat)
- Pansa Vosbein (Milk) vai Ink
- Jitaraphol Potiwihok (Jimmy) vai Wai
- Sattabut Laedeke (Drake) vai Korn
- Pahun Jiyacharoen (Marc) vai Louis
- Theepakorn Kwanboon (Prom) vai Mo
- Thakorn Promsatitkul (Lotte) vai Safe
- Pakin Kuna-anuvit (Mark) vai Chang
- Puttipong Sriwat (Leo Put) vai Ming (bố của Pat)
- Pattamawan Kaomulkadee (Yui) vai mẹ của Pat
- Passin Reungwoot (A) vai bố của Pran
- Paradee Vongsawad (Ple) vai Dissaya (mẹ của Pran)
- Thanavate Siriwattanakul (Gap) vai Chai
- Kongkiat Khomsiri (Khom) vai Tong

### Khách mời
- Achita Panyamang (Kim) vai Pat (nhỏ)
- Tanapatch Chanthasorn (Zen) vai Pran (nhỏ)
- Nichamon Ladapornpipat (Nene) vai Pa (nhỏ)
- Noppharnach Chaiwimol (Backaof) vai người bán thuốc (tập 1)
- A-tis T. Asanachinda (Aom) vai người bán đồ ăn (tập 2)
- Porntip Kitdamrongchai (Jewly) vai cô gái trên sân thượng (tập 2)
- Napat Patcharachavalit (Aun) vai bạn lớp cấp 3 của Pat và Pran (tập 2,4,12)
- Natachai Boonprasert (Dunk) vai thành viên ban nhạc cấp 3 (tập 2,4,12)
- Kittipop Sereevichayasawat (Satang) vai thành viên ban nhạc cấp 3 (tập 2,4,12)
- Pheerawit Koolkang (Captain) vai bạn lớp cấp 3 của Pat và Pran (tập 4,12)
- Meena Chaladthanyakij (Chayanee) vai giáo viên cấp 3 của Pat và Pran (tập 4,10)
- Kornprom Niyomsil (Au) vai Toto (tập 7,8)
- Passkorn Chaithep (Cnine) vai Junior (tập 6,11,12)
- Norawit Titicharoenrak (Gemini) vai đàn em của Pat và Pran ở cấp 3 (tập 10)
- Arun Asawasuebsakul (Ford) vai đàn em của Pat và Pran ở cấp 3 (tập 10)
- Nattawat Jirochtikul (Fourth) vai đàn em của Pat và Pran ở cấp 3 (tập 10)
- Kusuma Teppharak (Pong) vai cô Payao (tập 10)
- Kim Goodburn

## Đón nhận

### Rating truyền hình Thái Lan
- Trong bảng dưới đây, màu xanh biểu thị rating thấp nhất và màu đỏ biểu thị rating cao nhất.

| Tập        | Khung giờ (UTC+07:00) | Ngày phát sóng       | Tỷ lệ rating trung bình | Ref.     |
| ---------- | --------------------- | -------------------- | ----------------------- | -------- |
| 1          | Thứ Sáu, 20:30        | 29 tháng 10 năm 2021 | 0.131%                  | [ 7 ]    |
| 2          | 5 tháng 11 năm 2021   | 0.112%               | [ 8 ]                   |          |
| 3          | 12 tháng 11 năm 2021  | 0.131%               | [ 9 ]                   |          |
| 4          | 19 tháng 11 năm 2021  | 0.058%               | [ 10 ]                  |          |
| 5          | 26 tháng 11 năm 2021  | 0.150%               | [ 11 ]                  |          |
| 6          | 3 tháng 12 năm 2021   | 0.072%               | [ 12 ]                  |          |
| 7          | 10 tháng 12 năm 2021  | 0.062%               | [ 13 ]                  |          |
| 8          | 17 tháng 12 năm 2021  | 0.088%               | [ 14 ]                  |          |
| 9          | 24 tháng 12 năm 2021  | 0.158%               | [ 15 ]                  |          |
| 10         | 7 tháng 1 năm 2022    | 0.100%               | [ 16 ]                  |          |
| 11         | 14 tháng 1 năm 2022   | 0.200%               | [ 17 ]                  |          |
| 12         | 21 tháng 1 năm 2022   | 0.165%               | [ 18 ]                  |          |
| Trung bình | Trung bình            | Trung bình           | 0.121% 1                | 0.121% 1 |

^1  Dựa trên tỷ lệ rating trung bình mỗi tập.

### Rating trực tuyến
Tính đến ngày 15 tháng 11 năm 2021, bộ phim đã đứng vị trí đầu bảng trong BXH các bộ phim BL nổi nhất trên WeTV Thái Lan. Bộ phim sau đó cũng đã trở thành bộ phim truyền hình Thái Lan được xem nhiều nhất vào ngày 23 tháng 11 năm 2021 đồng thời là nội dung được xem nhiều nhất trên nền tảng này vào ngày 13 tháng 12 năm 2021 sau khi tập 7 được phát hành. Tương tự, bộ phim cũng nằm trong Top 10 Bộ phim được xem nhiều nhất tuần của iWantTFC mặc dù bộ phim chỉ độc quyền phát sóng tại Philippines. Trong bảng xếp hạng được đưa ra vào ngày 3 tháng 11 năm 2021, bản phụ đề tiếng Anh của phim đã đạt top 9. Bộ phim vẫn đang nằm trong Top 10 hàng tuần và tính đến ngày 14 tháng 12 năm 2021, chỉ vài ngày sau khi phát hành tập 7, bản phụ đề tiếng Anh đã đạt top 8 và bản lồng tiếng Philippines cũng đã xuất sắc đạt top 9.

## Nhạc phim
| Tên bài hát                                                                            | Thể hiện                        | Ref.   |
| -------------------------------------------------------------------------------------- | ------------------------------- | ------ |
| แค่เพื่อนมั้ง (Just Friend?) (Kae Peuan Mung)                                               | Korapat Kirdpan (Nanon)         | [ 25 ] |
| จะไม่บอกใครละกันว่าเธอชอบฉันก่อน (Secret) (Ja Mee Bauk Krai Lah Gahn Wah Tur Chop Chun Kon) | Nontanan Anchuleepradit (Kacha) | [ 26 ] |
| เพลงที่เพิ่งเขียนจบ (Our Song) (Phleng Thi Phoeng Khian Chop)                               | Korapat Kirdpan (Nanon)         | [ 27 ] |

## Giải thưởng và đề cử
| Năm  | Giải thưởng                | Hạng mục                           | Tác phẩm/Nhân vật được đề cử | Kết quả   | Refs.         |
| ---- | -------------------------- | ---------------------------------- | ---------------------------- | --------- | ------------- |
| 2021 | WeTV Awards                | Best of Thai Series                | Bad Buddy Series             | Đoạt giải | [ 28 ] [ 29 ] |
| 2021 | WeTV Awards                | Best of Y-Series                   | Bad Buddy Series             | Đoạt giải | [ 28 ] [ 29 ] |
| 2022 | 18th Kom Chad Luek Awards  | Most Popular Lakorn/Series         | Bad Buddy Series             | Đoạt giải | [ 30 ]        |
| 2022 | Kazz Awards 2022           | The Best Scene                     | Bad Buddy Series             | Đoạt giải | [ 31 ]        |
| 2022 | Maya Entertain Awards 2022 | Best Series                        | Bad Buddy Series             | Đoạt giải | [ 32 ]        |
| 2022 | ContentAsia Awards 2022    | Best LGBTQ+ Programme Made in Asia | Bad Buddy Series             | Đoạt giải | [ 33 ]        |

## Phát sóng tại nước ngoài
- Việt Nam – Bộ phim được mua bản quyền bởi TrueID Việt Nam và phát sóng trọn bộ 12 tập từ ngày 26 tháng 7 năm 2022.
- Philippines – Bộ phim là một trong năm bộ phim mới nhất của GMMTV được mua bản quyền bởi ABS-CBN Corporation, sau sự thành công của tám bộ phim trước đó mà đài đã mua từ GMMTV. Thông tin được đưa ra bởi Dreamscape Entertainment vào ngày 28 tháng 6 năm 2021.[34] Toàn bộ các tập phim với phụ đề tiếng Anh sẽ được phát sóng trực tuyến qua iWantTFC bắt đầu từ ngày 29 tháng 10 năm 2021, phát đồng thời với phía Thái Lan.[35] Nền tảng này cũng phát hành bộ phim này với lồng tiếng Philippines bắt đầu từ ngày 4 tháng 11 năm 2021.[36]
- Nhật Bản – Bộ phim được mua bản quyền bởi TV Asahi và au để phát sóng tại Nhật Bản trên nền tảng trực tuyến Telasa.[37] Tập đầu tiên được phát sóng với phụ đề tiếng Nhật vào ngày 11 tháng 11 năm 2021 và các tập sau sẽ được phát hành vào mỗi thứ Năm.[38]